# A Sun Came
A Sun Came је први албум америчког фолк кантаутора и мултиинструменталисте Суфјана Стивенса. Албум је објављен 2000. године.

## Списак песама
-{
1. We Are What You Say
2. A Winner Needs A Wand
3. Rake
4. Siamese Twins
5. Demetrius
6. Dumb I Sound
7. Wordsworth's Ridge
8. Belly Button
9. Rice Pudding
10. A Loverless Bed (w_out remission)
11. Godzuki
12. Super Sexy Woman
13. The Oracle Said Wander
14. Happy Birthday
15. Jason
16. Kill
17. Ya Leil
18. A Sun Came
19. Satan's Saxophones
20. Joy! Joy! Joy!

}-